# Ніцана (місто)
Ніцана (Нессана, Ауджа аль-Хафір івр. ניצנה, араб. نيسانا) — набатейське, а пізніше візантійське місто на північному заході пустелі Негев (нині в складі Ізраїлю, неподалік від кордону з Єгиптом). Місто на перетині кількох важливих торгових шляхів виникло у II столітті до н. е. і занепало в II столітті н. е. після підкорення Набатейського царства Римською імперією. Другий етап історії міста відноситься до візантійської епохи, починаючи з кінця IV століття. Остаточно занепало після арабського завоювання. Збереглися численні руїни (фортеця, церкви, цвинтарі) і десятки папірусів середини V до кінця VII століть.

## Історія
Археологічні знахідки показують, що люди жили в місцях, де пізніше існувала Ніцана, ще в кам'яну добу. Саме місто виникло вперше в II столітті до н. е. на місці перетину декількох важливих торговельних шляхів. Ці шляхи вели на Синайський півострів і в Єгипет, до Юдейських гір (про торгівлю з Юдейським царством свідчать знайдені під час розкопок монети Хасмонеїв), у Рафах і Ейлат. До цього періоду належить найдавніша збережена будівля Ніцани — фортеця з наріжними круглими баштами. Імовірно, місто фігурує в Талмуді як Ніцхана, в якій виробляли високоякісний перець.
Після того, як на початку II століття н. е. Набатейское царство приєднали до Римської імперії, Ніцана занепала. Відсутність археологічних знахідок, датованих III—IV століттями, дозволяє припустити, що населення міста в цей період було мізерно малим. Проте наприкінці IV століття почалося його відродження вже як імперського міста. При імператорі Феодосії I на місці набатейського міста побудовано римську фортецю, при якій розташувалося невелике гарнізонне містечко, а пізніше, у візантійську епоху, настав новий економічний розквіт. Переважно арабське місцеве населення (збереглися документи, що вказують на діалект мови, близький до того, яким розмовляли в Пе́трі, а особисті імена відповідають північноарабській традиції) легко перейшло від кочового способу життя до осілого, активно пристосовуючись до елліністичної та християнської культури. За короткий період, починаючи з VI століття, в місті побудовано не менше чотирьох церков і два монастирі. Про міцні зв'язки Ніцани з центрами християнства свідчить той факт, що архітектура однієї з церков поєднує наслідування єрусалимського храму Гробу Господнього і класичні вітрувіанські ідеї.
Населення Ніцани у візантійський період перші дослідники оцінювали в 9—10 тисяч осіб, що згодом визнали завищеною оцінкою. Пізніші дослідники вважають, що в Ніцані до моменту арабського завоювання Палестини мешкали від 1 до 3 тисяч осіб. Знайдені археологами податкові документи показують, що з економічної точки зору Ніцана перевершувала навіть регіональну столицю — Елусу. Місто процвітало і деякий час після завоювання, до кінця VII століття (про що свідчать знайдені папіруси, датовані періодом після завоювання), однак потім знову занепало і було остаточно покинуте. Причинами цього могли стати переміщення основних торговельних шляхів у бік від Ніцани і податковий гніт. На початку XX століття на місці Ніцани існував османський форт Ауджа, який в роки Першої світової війни служив базою турецьким і німецьким військам. Пізніше, в період британського мандата в Палестині, в цьому місці розташовувалася поліційна дільниця, а 1948 року тривали вперті бої між єгипетськими та ізраїльськими силами. Після підписання угод про припинення вогню цей район отримав статус демілітаризованої зони, дотримання якого неодноразово ставало причиною конфліктів, зокрема «бою за Ніцану» в листопаді 1955 року.
Руїни Ніцани й укріплень Ауджа-аль-Хафір поряд з меморіалом загиблим у Війні за незалежність Ізраїлю входять до числа основних визначних пам'яток ізраїльського національного парку Ніцана.

## Археологія
Значна кількість споруд стародавньої Ніцани дійшла до новітнього часу. Серед них фортеця і дві християнські церкви, а також кладовище візантійського періоду (середина V — кінець VII століття) з набатейськими, грецькими й арабськими пам'ятками. Візантійський форт і дві головні церкви міста розташовувалися на плато в його північно-західній частині. Ще одна велика церква розташовувалася в центральній частині міста, а остання — на сході. Центральну церкву виявлено під час розкопок наприкінці XX століття, східна відома переважно за свідченнями, що передують Першій світовій війні.
Велику цінність мають десятки знайдених папірусів візантійського періоду, в деяких з них місто згадується під своєю грецькою назвою — Нессана. Найбільш ранній з цих документів датується серединою V століття. Більшість відомих папірусів виявлено в одній із двох збережених церков — так званій Північній або церкві святих Сергія і Вакха. Це зібрання документів, написаних переважно грецькою мовою (хоча зустрічаються також латинські й арабські тексти), виявила під час перших археологічних розкопок Ніцани в 1930-ті роки експедиція Х. Д. Кольта. Папіруси Ніцани можна розділити на дві категорії — господарські та юридичні документи з одного боку, які проливають світло на повсякденне життя регіону у візантійський період, і літературні й теологічні тексти з другого. До другої категорії належать копії II—IV книг «Енеїди», які супроводжуються докладним латино-грецьким словником, що вказує на використання тексту для вивчення латини. Крім того, в Ніцані виявлено повний список листування Абгара Едеського з Ісусом з Назарету.